# Consiglio di mutua assistenza economica
Il Consiglio di mutua assistenza economica (abbreviato Comecon) è stata un'organizzazione economica e soprattutto commerciale tra Stati socialisti, istituita nel 1949 e sciolta nel 1991 a seguito della caduta del blocco orientale. Rappresentò uno dei blocchi commerciali nati nella seconda metà del XX secolo insieme alla Comunità economica europea, al Movimento dei paesi non allineati e all'Associazione europea di libero scambio, e comprendeva una popolazione di molto maggiore degli altri gruppi sopracitati.
Il termine descrittivo Comecon si applicava a tutte le attività multilaterali che coinvolgevano i membri dell'organizzazione e non era ristretto alle dirette funzioni del Comecon e ai suoi organi. Questo uso poteva essere esteso a tutte le relazioni bilaterali tra i membri, poiché nel sistema delle relazioni internazionali socialiste, gli accordi multilaterali - tipicamente di natura generale - tendevano a essere implementati attraverso una serie di accordi dettagliati bilaterali.

## Nomi nelle lingue dei Paesi membri
- in albanese Këshilli i Ndihmës Ekonomike Reciproke, KNER
- in bulgaro Съвет за икономическа взаимопомощ, СИВ?, Sǎvet za ikonomičeska vzaimopomošči, SIV
- in ceco Rada vzájemné hospodářské pomoci, RVHP
- in slovacco Rada vzájomnej hospodárskej pomoci, RVHP
- in tedesco Rat für gegenseitige Wirtschaftshilfe, RGW
- in ungherese Kölcsönös Gazdasági Segítség Tanácsa, KGST
- in polacco Rada Wzajemnej Pomocy Gospodarczej, RWPG
- in romeno Consiliul de Ajutor Economic Reciproc, CAER
- in russo Совет Экономической Взаимопомощи, СЭВ?, Sovet Ekonomičeskoj Vzaimopomošči, SEV
- in spagnolo Consejo de Ayuda Mutua Económica, CAME
- in mongolo Эдийн засгийн харилцан туслалцах зөвлөл, ЭЗХТЗ
- in vietnamita Hội đồng Tương trợ kinh tế, HĐTTKT

## Storia
Il Comecon fu fondato nel 1949 da Unione Sovietica, Bulgaria, Cecoslovacchia, Polonia, Romania e Ungheria. L'organizzazione costituiva una reazione al piano Marshall, pilastro economico della dottrina Truman di "contenimento sovietico". Iosif Stalin aveva infatti obbligato la Cecoslovacchia, l'Ungheria e la Polonia a rifiutare il piano americano e, pertanto, si rendeva necessario un sistema alternativo di aiuti economici per la ripresa a seguito della seconda guerra mondiale. Il ri-orientamento dei mercati dei paesi dell'Europa centro-orientale verso est si era reso necessario sia a causa del boicottaggio iniziato nel 1948 da parte di Stati Uniti e altri paesi occidentali, sia per mantenere la leadership economica sovietica sui paesi associati, nell'ottica delle "sfere d'influenza" di Jalta, scoraggiando così le relazioni economiche con l'Occidente.
Nel 1959, fu firmata la Carta del Consiglio di mutua assistenza economica che diede un'organizzazione al Comecon e ne stabilì le funzioni e gli organi.
Fino alla fine degli anni sessanta, "cooperazione" era il termine ufficiale utilizzato per descrivere le attività del Comecon. Nel 1971, con lo sviluppo e l'adozione del Programma comprensivo per la continua estensione e sviluppo della cooperazione e l'ulteriore sviluppo dell'integrazione economica socialista dei Paesi membri del Comecon, le attività dell'organizzazione furono ridefinite col termine integrazione (rendere uguali le "differenze nella relativa scarsità di merci e servizi tra gli Stati, attraverso l'eliminazione delle barriere al commercio e altre forme di interazione"). Sebbene questa uguaglianza non fosse stata un punto principale nell'implementazione delle politiche economiche del Comecon, il miglioramento dell'integrazione economica era sempre stato un obiettivo del Comecon.
Il Programma comprensivo per il progresso scientifico e tecnologico e la salita al potere del segretario generale dell'Unione Sovietica Michail Gorbačëv aumentarono l'influenza sovietica nelle operazioni del Comecon e portarono a tentativi di dare all'organizzazione un'autorità sovranazionale. Il Programma fu composto per migliorare la cooperazione attraverso lo sviluppo di una base scientifica e tecnica più efficiente e interconnessa.
Il 28 giugno 1991 viene firmato a Budapest il protocollo di scioglimento del Consiglio di mutua assistenza economica prevedendo che entro 90 giorni cessino automaticamente di avere vigore la Carta di Sofia dell'8 gennaio 1949 (modificata poi nel 1974 e nel 1979) e la Convenzione di Varsavia del 1985 (che attribuiva al Comecon una propria capacità giuridica). Contestualmente, è stata costituita una Commissione di liquidazione, che si occupò delle questioni giuridico-finanziarie e del destino del patrimonio comune dei Paesi membri.
L'Unione economica euroasiatica rappresenta, secondo alcuni, un successore del Comecon, pur con una dimensione molto più ridotta.

## Caratteristiche

Bandiera del COMECON

Il Comecon era un'organizzazione inter-statale attraverso la quale i membri cercavano di coordinare le attività economiche di interesse comune, sviluppare una cooperazione economica e tecnico-scientifica, nonché facilitare la costruzione del socialismo e garantire la pace. Le attività venivano condotte sulla base dei principi dell'internazionalismo proletario, della volontarietà, del rispetto della sovranità statale, dell'indipendenza e degli interessi nazionali, della non interferenza reciproca, dell'uguaglianza completa, del vantaggio e della mutua assistenza reciproca.
Il Consiglio organizzava una cooperazione a tutto tondo dei Paesi membri verso un impiego più razionale delle loro risorse naturali e l'accelerazione dello sviluppo delle forze produttive, coordinando le pianificazioni economiche e offrendo soluzioni a problemi di natura economica, tecnica o scientifica. Le misure e le decisioni degli organi del Comecon venivano prese soltanto con il consenso dei Paesi membri interessati e ciascuno Stato aveva il diritto di dichiarare il proprio interesse o disinteresse per qualsiasi questione considerata dal Consiglio.

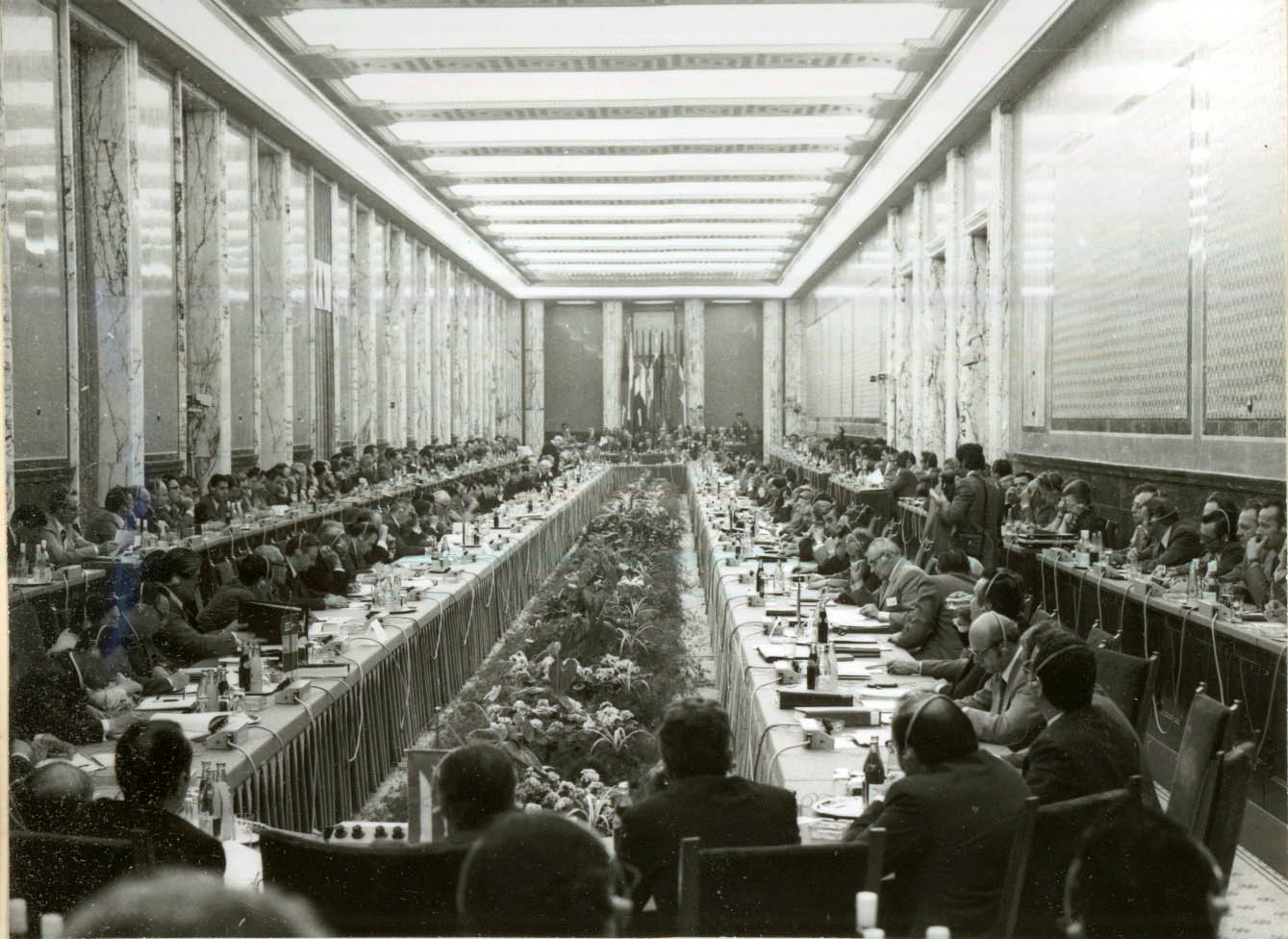
Riunione del Comecon nel 1978

Il Consiglio funzionò per quarant'anni come cornice per la cooperazione tra le economie pianificate dell'Unione Sovietica, degli alleati nell'Europa centrale e orientale e, in seguito, degli alleati dell'URSS nel Terzo mondo. Con gli anni, il sistema crebbe sia per gli obiettivi che si poneva sia per l'esperienza che aveva alle spalle: l'organizzazione istituì una serie di complesse e sofisticate istituzioni, che rappresentarono il progresso nelle sue possibilità di affermarsi. Questa evoluzione istituzionale rifletteva gli obiettivi di cambiamento ed espansione. Gli scopi iniziali di fornire "assistenza tecnica" e altre forme di "mutuo aiuto" furono estesi allo sviluppo di un sistema integrato di economie basato su un coordinamento internazionale di produzione e investimenti. 
Questi scopi ambiziosi furono perseguiti attraverso lo spettro di misure cooperative che si estesero anche a relazioni monetarie e tecnologiche. Allo stesso tempo, gli obiettivi extraregionali dell'organizzazione si ingrandirono; altri Paesi, geograficamente distanti e con sistemi differenti, furono incoraggiati a partecipare alle attività del Comecon. Sforzi paralleli cercarono di sviluppare il Comecon come meccanismo attraverso il quale coordinare le politiche economiche estere dei membri come anche le loro relazioni con Stati non membri e organizzazioni come la CEE e l'ONU.

## Membri
Membri
     Membri che non parteciparono
     Associati
     Osservatori

Mappa degli Stati membri del Comecon nel novembre 1986:
Membri
Membri che non parteciparono
Associati
Osservatori

Il Comecon era un'organizzazione aperta a qualsiasi Paese che condividesse gli obiettivi e principi dello Statuto, e poteva invitare alle sessioni anche Stati non membri tramite accordi. All'inizio del 1975, il Comecon intratteneva relazioni in varie modalità con più di 30 organizzazioni economiche e scientifiche tecnico-internazionali, intergovernative e non governative. Nell'ottobre 1974, al Consiglio è stato concesso lo status di osservatore presso l'Organizzazione delle Nazioni Unite. L'Albania, anche se non ufficializzò l'abbandono del Comecon fino al 1987, smise di partecipare alle sue attività nel 1961.
Verso la fine degli anni cinquanta, furono invitati altri Stati governati da regimi socialisti (la Repubblica Popolare Cinese, la Corea del Nord, la Mongolia, il Vietnam e la Jugoslavia) a partecipare come osservatori nelle riunioni del Comecon. La Mongolia ed il Vietnam divennero in seguito membri, mentre la Cina che era osservatore del COMECON dal 1949 smise di partecipare alle sessioni dopo il 1961. La Jugoslavia ottenne nel 1964 lo status di membro associato. Il 3 ottobre 1990 la Repubblica Democratica Tedesca viene sciolta e i suoi territori annessi alla Germania Ovest (o Repubblica Federale Tedesca), sancendo così la propria fuoriuscita dal Comecon e dal Patto di Varsavia e l'ingresso nella CEE e nella NATO.
Alla fine degli anni ottanta, c'erano dieci membri: l'Unione Sovietica, sei Paesi dell'Europa orientale e tre membri extraregionali; la geografia non univa più però i membri dell'organizzazione. C'erano grandi variazioni a livello economico e di sviluppo nei vari Paesi del Comecon, il che favoriva la nascita di interessi differenti all'interno dei diversi Stati membri. Invece dei fattori politici e ideologici, l'unità fu vista come collante per tutti i membri: tutti gli Stati erano "uniti da comuni interessi di classe e dall'ideologia del marxismo-leninismo" e avevano approcci simili alla proprietà privata e al commercio. Dal 1949 i partiti comunisti al governo erano stati legati dal Cominform, dal quale la Jugoslavia era stata espulsa. Sebbene il Cominform rimase in funzione fino al 1956, i collegamenti tra i vari partiti rimasero molto forti, e tutti partecipavano alle conferenze internazionali periodiche dei partiti comunisti. Il Comecon fornì un meccanismo attraverso il quale l'Unione Sovietica poteva aiutare economicamente i più stretti Stati alleati politici e militari. I membri dell'Europa orientale del Comecon erano anche diventati alleati militari dell'URSS con il Patto di Varsavia.

### Membri ufficiali
| Stato                                    | Partito                                                                                      | Ingresso | Uscita |
| ---------------------------------------- | -------------------------------------------------------------------------------------------- | -------- | ------ |
| Repubblica Popolare di Bulgaria          | Partito Comunista Bulgaro                                                                    | 1949     | 1991   |
| Repubblica Socialista Cecoslovacca       | Partito Comunista di Cecoslovacchia                                                          | 1949     | 1991   |
| Repubblica Popolare di Polonia           | Partito Operaio Unificato Polacco                                                            | 1949     | 1991   |
| Repubblica Socialista di Romania         | Partito Comunista Rumeno                                                                     | 1949     | 1991   |
| Repubblica Popolare d'Ungheria           | Partito dei Lavoratori Ungheresi (1948-1956) Partito Socialista Operaio Ungherese (dal 1956) | 1949     | 1991   |
| Unione Sovietica                         | Partito Comunista dell'Unione Sovietica                                                      | 1949     | 1991   |
| Repubblica Popolare Socialista d'Albania | Partito del Lavoro d'Albania                                                                 | 1949     | 1987   |
| Repubblica Democratica Tedesca           | Partito Socialista Unificato di Germania                                                     | 1950     | 1990   |
| Repubblica popolare di Mongolia          | Partito Rivoluzionario del Popolo Mongolo                                                    | 1962     | 1991   |
| Repubblica di Cuba                       | Partito Comunista di Cuba                                                                    | 1972     | 1991   |
| Repubblica Socialista del Vietnam        | Partito Comunista del Vietnam                                                                | 1978     | 1991   |

### Membro associato
- Jugoslavia - Lega dei Comunisti di Jugoslavia

La RSFJ era l'unico Paese che possedeva lo status di membro associato. Sulla base dell'accordo del 1964, la Jugoslavia poteva partecipava in ventuno delle trentadue istituzioni chiave del Comecon, come un membro effettivo.

### Osservatori
Dopo il 1956, il Comecon autorizzò alcuni Stati con governi socialisti o filo-sovietici a prendere parte alle riunioni come membri osservatori.
| Stato                                       | Partito                                       | Inizio relazioni | Fine relazioni |
| ------------------------------------------- | --------------------------------------------- | ---------------- | -------------- |
| Repubblica Popolare Cinese                  | Partito Comunista Cinese                      | 1949             | 1961           |
| Repubblica popolare democratica di Corea    | Partito del Lavoro di Corea                   | 1956             | 1991           |
| Repubblica Popolare dell'Angola             | Movimento Popolare di Liberazione dell'Angola | 1976             | 1991           |
| Repubblica Popolare del Mozambico           | Fronte di Liberazione del Mozambico           | 1985             | 1991           |
| Repubblica Democratica Popolare dello Yemen | Partito Socialista Yemenita                   | 1986             | 1990           |
| Repubblica dell'Afghanistan                 | Partito Democratico Popolare dell'Afghanistan | 1986             | 1991           |
| Repubblica Popolare Democratica del Laos    | Partito Rivoluzionario del Popolo Lao         | 1986             | 1991           |
| Repubblica Democratica Popolare d'Etiopia   | Partito dei Lavoratori d'Etiopia              | 1986             | 1991           |

Il Comecon intratteneva relazioni anche con Paesi non socialisti: non prendevano parte alle operazioni del Comecon ma erano rappresentati da commissioni composte da membri del governo e della comunità degli affari. Gli Stati che avevano rapporti con il Consiglio erano:
- Finlandia - dal 1973
- Messico - dal 1975
- Iraq - dal 1975
- Nicaragua - dal 1984

## Organizzazione

### Documenti fondamentali
La Carta del Consiglio di mutua assistenza economica, firmata il 14 dicembre 1959, stabiliva i principi e le attività del Comecon. Il testo originale era disponibile soltanto in un unico esemplare redatto in lingua russa e depositato presso il Consiglio dei ministri dell'Unione Sovietica, mentre ai Paesi membri furono inviate delle copie certificate. La Carta sanciva che "l'uguaglianza sovrana di tutti i membri" era fondamentale per l'organizzazione e le procedure del Comecon, e rinforzava l'idea di "uguaglianza sovrana": le decisioni del Comecon potevano essere adottate solo con l'accordo tra i membri interessati, e ognuno aveva il diritto di dichiarare i "propri interessi" in ogni ambito. Anche se il Comecon riconosceva il principio dell'unanimità, i partiti disinteressati non avevano diritto di veto, ma piuttosto diritto ad astenersi dalla partecipazione. Una dichiarazione di disinteresse non poteva bloccare un progetto a meno che la partecipazione del partito in questione non fosse di vitale importanza. In tal caso, la Carta stabiliva che i partiti interessati potessero procedere senza il membro astenuto, affermando che un Paese che aveva dichiarato mancanza di interesse "poteva in seguito aderire alle raccomandazioni e alle decisioni adottate dai restanti membri del Consiglio."
Il Programma comprensivo per la continua estensione e sviluppo della cooperazione e l'ulteriore sviluppo dell'integrazione economica socialista dei Paesi membri del Comecon, firmato nel 1971, dichiarava che il processo di integrazione delle economie dei membri era "completamente volontario e non implicava la creazione di un corpo giuridico sovranazionale." Quindi ogni Paese aveva diritto a pari rappresentazione e un voto in tutti gli organi del Comecon, senza riguardo alla potenza economica o al contributo al budget del Comecon.

### Organi principali

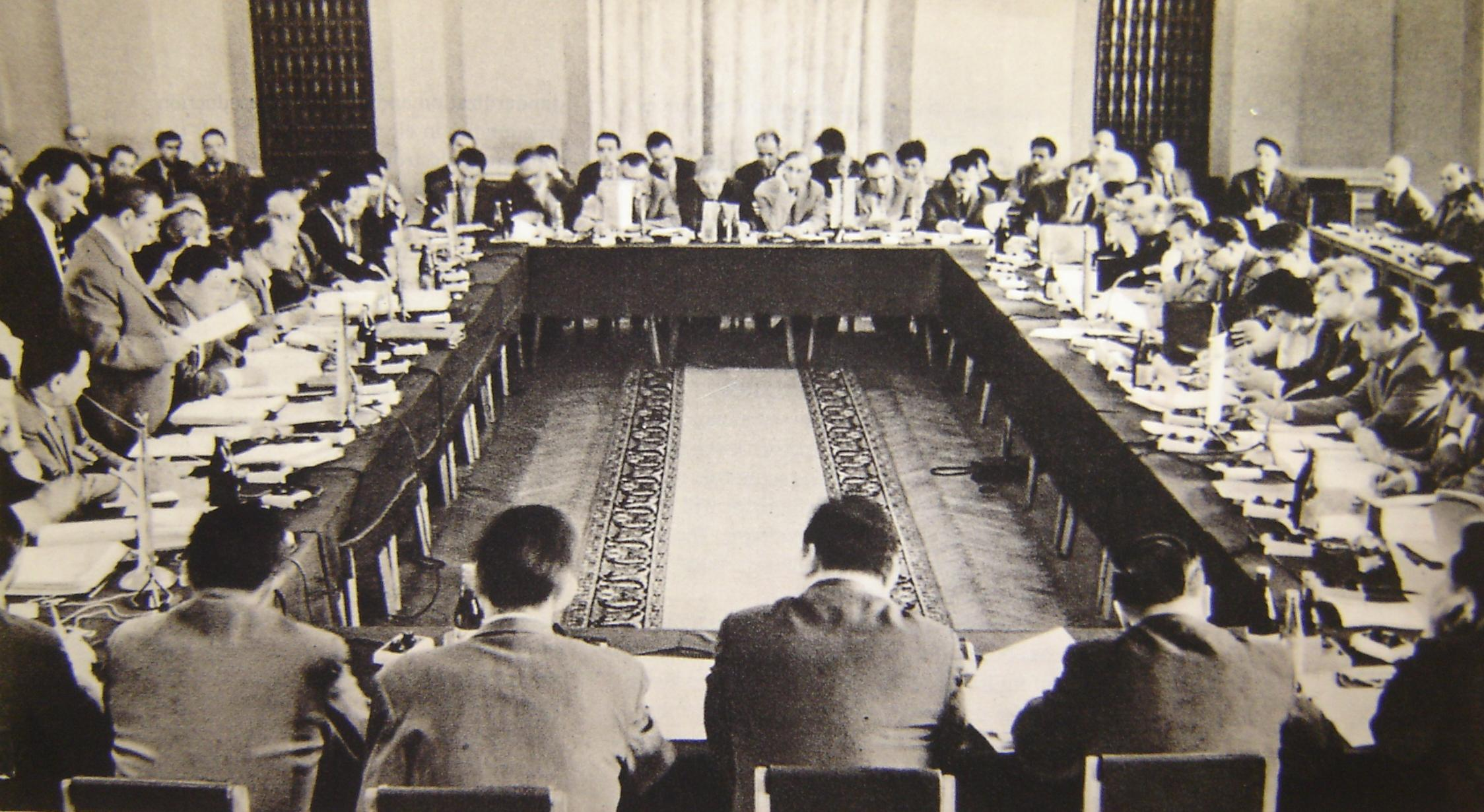
Riunione del comitato esecutivo del Comecon

La gerarchia ufficiale del Comecon consisteva nella Sessione del Consiglio per la Mutua Assistenza Economica, nel Comitato Esecutivo del Consiglio, nel Segretariato del Consiglio, nei quattro comitati del consiglio, nelle ventiquattro commissioni, nelle sei conferenze interstatali, nei due istituti scientifici e nelle diverse organizzazioni associate.
- La Sessione era l'organo più importante del Comecon: dal 1949, esaminava le problematiche principali dell'integrazione economica socialista, i rapporti del Comitato Esecutivo e dirigeva le attività del Segretariato e delle organizzazioni subordinate.[22][23] Inizialmente partecipata dai segretari generali dei partiti comunisti fino agli anni sessanta, a ogni sessione partecipavano i primi ministri di ciascun Paese membro e si riunivano due volte all'anno in una delle capitali degli Stati Comecon.[23][24] Una sessione straordinaria poteva essere convocata su richiesta o con il consenso di almeno ⅓ degli Stati membri.[23][24] Ciascun Paese nominava un rappresentante permanente per mantenere le relazioni tra i Paesi del Comecon nel periodo tra una riunione annuale e un'altra.[23][24]

- Il Comitato Esecutivo rappresentava l'organo esecutivo del Comecon ed era composto dai vice presidenti del consiglio di ogni Stato membro. Istituito nel 1962, supervisionava i lavori relativi all'attuazione delle politiche decise dalla Sessione, monitorava sistematicamente l'adempimento da parte dei Paesi membri degli obblighi derivanti dalle raccomandazioni degli organi Comecon, dirigeva il lavoro dei comitati, delle commissioni permanenti e degli altri organi del CMEA.[18][24] Il Comitato esecutivo si riuniva solitamente ogni trimestre a Mosca.[24]
- Il Segretariato del Comecon rappresentava l'organo economico ed esecutivo-amministrativo del Consiglio ed era composto da dipartimenti settoriali e funzionali.[25] Il personale esecutivo e gli specialisti del Segretariato venivano assunti tra i cittadini dei Paesi membri e aveva la residenza a Mosca.[18] Il lavoro del segretariato veniva diretto dal segretario del CMEA e dai suoi vice.[25] Il segretario è il principale funzionario del Consiglio; rappresenta il CMEA davanti ai funzionari e alle organizzazioni dei Paesi membri del CMEA e di altri Paesi, nonché davanti alle organizzazioni internazionali.[25]

Oltre agli organi principali, erano presenti tre comitati il cui scopo era quello di "assicurare l'esame comprensivo e una soluzione multilaterale dei maggiori problemi nella cooperazione tra gli Stati membri nell'economia, nella scienza e nella tecnologia". Tutti i comitati avevano sede a Mosca e fornivano consigli alle commissioni permanenti, al Segretariato, alle conferenze interstatali e agli istituti scientifici nei relativi campi di specializzazione.
- Il Comitato per la cooperazione nel campo delle attività di pianificazione (istituito nel 1971) era composto dai presidenti degli organismi di pianificazione centrale e aveva lo scopo di promuovere la cooperazione nella realizzazione dei piani tramite l'attuazione del Programma comprensivo di integrazione economica socialista,[18][24] identificare le problematiche più importanti nei principali settori dell'economia nazionale che richiedevano una valutazione globale e multilaterale, e creare soluzioni efficaci per risolverli. L'organo di lavoro permanente del Comitato era l'Ufficio di presidenza, composto dai vice presidenti degli organi centrali di pianificazione degli Stati membri.[18][24]

- Il Comitato per la cooperazione scientifica e tecnica (istituito nel 1971 sulla base della Commissione per il coordinamento della ricerca scientifica e tecnica) era composto dai presidenti dei comitati, ministri e capi di dipartimento per la scienza e la tecnologia. Organizzava la cooperazione multilaterale tecnico-scientifica degli Stati membri per favorire un impiego più completo ed efficace del loro potenziale scientifico e tecnologico.[18]
- Il Comitato per la cooperazione nel campo della fornitura di materiale e tecnologie (istituito nel 1974) aveva il compito di sviluppare e approfondire la cooperazione economica, scientifica e tecnica nel campo della fornitura di materiale, macchinari e strumenti, in base al Programma comprensivo di integrazione economica socialista, attraverso la cooperazione multilaterale al fine di migliorare l'impiego delle risorse materiali, ridurre il consumo materiale dei prodotti e, su questa base, aumentare l'efficienza della produzione in ciascun Paese.[18]

Il Comecon aveva inoltre delle Commissioni permanenti sulla cooperazione economica, scientifica e tecnica tra i Paesi membri in determinati settori dell'economia e dell'industria. Create nel maggio del 1956, erano formate da delegazioni degli Stati membri poste sotto la guida dei rispettivi ministri e capi dei dipartimenti. Il Comecon aveva più di 20 commissioni permanenti, tra cui quella dell'elettricità, sull'uso dell'energia atomica per scopi pacifici, della metallurgia ferrosa e no, dell'industria petrolifera e del gas, dell'industria del carbone, dell'ingegneria meccanica, dell'industria chimica, dell'agricoltura e dei trasporti.
Avvenivano spesso riunioni tra i leader e rappresentanti delle autorità competenti dei Paesi membri del Comecon, con tematiche riguardanti la gestione delle risorse, i trasporti, il commercio interno, questioni legali, innovazioni, prezzi e organi statali per il lavoro.
Il Comecon comprendeva l'Istituto per la standardizzazione, l'Istituto internazionale per i problemi economici del sistema socialista mondiale e l'Istituto congiunto per la ricerca nucleare.

### Organi secondari o affiliati
- Tra il 1972 e il 1974, il Comecon fondò agenzie specializzate in determinati settori economici e industriali, come la Interelektro (Интерэлектро), Interatomenergo (Интератомэнерго), Intertekstil’maš (Интертекстильмаш), Interchimvolokno (Интерхимволокно) e Interatominstrument (Интератоминструмент).[28]

- La Banca internazionale della cooperazione economica (in russo Международный банк экономического сотрудничества?, Meždunarodnyj bank ekonomičeskogo sotrudničestva) fu istituita nel 1963 per permettere una più semplice compensazione tra crediti e debiti degli Stati del Comecon tramite un'apposita moneta virtuale, il "rublo trasferibile".[29][30] La Banca fu dotata inizialmente di un capitale di 305 262 000 rubli trasferibili e i contributi azionari di ciascun Paese erano calcolati in base ai volumi delle esportazioni nei commerci reciproci.[31] Tale istituzione, tuttavia, non ebbe una grande importanza perché i rapporti commerciali tra i Paesi del blocco avvenivano primariamente con scambi di merci, senza l'intermediazione di pagamenti monetari.
- La Banca internazionale degli investimenti (in russo Международный Инвестиционный Банк?, Meždunarodnyj Investicionnyj Bank) nacque nel 1971 per finanziare progetti di sviluppo nell'area economica del COMECON.[32] La Banca fu dotata inizialmente di un capitale di un miliardo di rubli trasferibili, di cui il 30% erano di valuta occidentale convertibile.[31] L'iniziativa ebbe successo, infatti, in due anni erano state finanziati 33 progetti, spendendo quasi il 60% del capitale inizialmente a disposizione della banca.[32] Un altro importante ruolo svolto dalla Banca internazionale per gli investimenti fu quello di ottenere prestiti dai Paesi occidentali.

### Segretari[33]
- Aleksandr Pavlov — 1954-58
- Nikolaj Vasil'evič Faddeev — 1958-1983
- Vjačeslav Vladimirovič Syčëv — 1983-1991

## Problematiche interne

### Asimmetrie
Le asimmetrie di grandezza e le differenze a livello di sviluppo nei membri del Comecon influenzarono pesantemente l'evoluzione e l'efficacia dell'organizzazione. La grandezza fisica, il potere militare, la politica e l'economia rendevano comunque l'Unione Sovietica il membro condizionante: nei commerci, spesso l'URSS forniva i materiali grezzi, che venivano poi lavorati nei Paesi dell'Europa centro-orientale, che mettevano a disposizione i macchinari. L'Unione Sovietica era infatti il principale esportatore di gas, petrolio, coke e prodotti siderurgici nonché il principale importatore di beni di consumo. Queste asimmetrie ostacolarono il pieno raggiungimento di un commercio multilaterale e la cooperazione all'interno dell'organizzazione. L'eguaglianza istituzionale in seno al Comecon degli Stati membri, d'altra parte, costituì un vero e proprio ostacolo all'acquisizione di un potere maggiore da parte degli organi dell'organizzazione. Per questo, il Programma comprensivo per il progresso scientifico e tecnologico del 1985 cercò di attribuire ad alcune organizzazioni del Comecon dei poteri eccezionali.

### Commercio estero e reciproco
Le principali difficoltà e contraddizioni del Comecon erano tuttavia radicate nella sfera del commercio estero, poiché entrava in conflitto con lo sviluppo integrato degli Stati socialisti, ma soprattutto nella difficile cooperazione tra i membri per le politiche dei prezzi, differenti per ogni governo. Quest'ultima circostanza ha testimoniato della debole integrazione economica dei Paesi socialisti e della forte indipendenza dei loro organi di pianificazione: di conseguenza, sul mercato internazionale dei Paesi Comecon prevalevano i prezzi fissati in modo bilaterali e non erano collegati al funzionamento dei sistemi nazionali di valori e prezzi nei singoli Paesi.
Gli istituti finanziari del Consiglio non erano inoltre dotati di ingenti fondi, e i principali istituti di credito erano quindi le banche nazionali di ciascuno Stato: le differenze tra i sistemi finanziari nazionali rendevano difficile la conclusione dei contratti e le condizioni degli accordi commerciali sugli stessi beni firmati da Paesi diversi differivano in modo significativo, contribuendo alla mancanza di un unico spazio economico e al basso sviluppo del commercio estero relazioni tra i Paesi del Comecon. Nonostante l'isolamento internazionale, la quota del commercio reciproco rappresentava soltanto il 61-63% del fatturato del commercio estero dei Paesi membri: per l'Unione Sovietica, dove la quota del commercio reciproco all'interno di quello estero era inferiore alla media (dal 54% al 60%), il commercio con gli Stati socialisti o in via di sviluppo esterni al Comecon era di grande importanza, mentre la maggior parte degli altri Paesi membri iniziarono a mostrare il proprio malcontento.
In generale, la quota dei contratti bilaterali nel commercio reciproco dei Paesi membri del Comecon era estremamente elevata (oltre l'80%) e se si considerano i contratti conclusi con Paesi extra-Comecon, il Consiglio aveva coordinato soltanto il 5% dei legami economici dei suoi membri.
| Stato            | Estero (complessivo) | Estero (complessivo) | Estero (complessivo) | Estero (complessivo) | Con i Paesi Comecon | Con i Paesi Comecon | Con i Paesi Comecon | Con i Paesi Comecon |
| Stato            | 1950                 | 1955                 | 1960                 | 1965                 | 1950                | 1955                | 1960                | 1965                |
| ---------------- | -------------------- | -------------------- | -------------------- | -------------------- | ------------------- | ------------------- | ------------------- | ------------------- |
| Unione Sovietica | 2925                 | 5650                 | 10073                | 14610                | 1753                | 3092                | 5469                | 8470                |
| Bulgaria         | 225                  | 407                  | 1804                 | 2213                 | 199                 | 326                 | 874                 | 1564                |
| Ungheria         | 580                  | 1049                 | 1643                 | 2528                 | 356                 | 650                 | 1039                | 1762                |
| Germania Est     | 788                  | 2418                 | 3962                 | 5292                 | 570                 | 1766                | 2684                | 3673                |
| Polonia          | 1172                 | 1750                 | 2539                 | 3741                 | 685                 | 1055                | 1442                | 2489                |
| Romania          | 410                  | 590                  | 1228                 | 3301                 | 342                 | 430                 | 8221                | 1 180               |
| Cecoslovacchia   | 1276                 | 2310                 | 3371                 | 4912                 | 695                 | 1400                | 2161                | 3284                |
| Totale           | 7376                 | 14174                | 23900                | 35624                | 4600                | 8877                | 14490               | 22422               |

### Assenza di sinergia e autorità
L'integrazione economica socialista formava la base delle attività del Comecon: in questo sistema, che rispecchiava le economie pianificate dei membri, le decisioni tenevano scarsamente conto delle forze agenti sul mercato o sull'iniziativa privata. Tuttavia, negli anni sessanta il grado di integrazione era rimasto debole e non esisteva un mercato unico efficiente come quello dell'Europa occidentale né un bilancio comune. Il Comecon non aveva autorità internazionale per forzare l'effettiva osservazione delle sue decisioni: le raccomandazioni del Comecon potevano essere adottate solo con il pieno appoggio dei partiti al governo nei vari Stati e non interessavano pertanto gli Stati che si dichiaravano disinteressati a una certa decisione.
Gli sforzi sovietici per esercitare il potere politico sugli Stati del Comecon, comunque, si incrociarono in alcuni casi con un'opposizione determinata (come nel caso della Romania). L'"uguaglianza sovrana" di tutti i membri assicurava agli Stati membri la piena autonomia, in vista di un possibile abbandono dell'organizzazione. Gli Stati dell'Europa orientale invocarono spesso questo principio per paura di una riduzione della loro sovranità politica; sebbene questo fatto avesse assicurato un certo grado di libertà dall'URSS, privò tuttavia il Comecon di un'adeguata autorità che gli avrebbe permesso di raggiungere una vera efficienza economica.
Oltre all'insoddisfazione dovuta alle condizioni dei pagamenti, lo sviluppo del commercio reciproco era ostacolato da un'organizzazione differente da quella della produzione: in tutti i Paesi socialisti, soltanto il governo centrale aveva la competenza ad avviare qualsiasi tipo di relazione con l'estero. Inoltre, le raccomandazioni del Comecon sulla specializzazione economica non erano quasi sempre coordinate con i piani nazionali riguardanti lo sviluppo della produzione, delle forniture reciproche e, soprattutto, con le questioni relative ai prezzi.
Inizialmente, in un certo numero di Paesi dell'Europa orientale, le autorità nazionali per le tariffazioni si basavano sui prezzi nell'URSS, portando a un isolamento dei prezzi dalle singole condizioni nazionali produttive. A partire dal 1976, il Consiglio iniziò a basarsi sui prezzi del mercato capitalista: ciò comportò il riconoscimento dell'inefficienza dell'integrazione economica all'interno del Comecon e a una sua profonda crisi, con l'occultamento delle difficoltà e delle contraddizioni e la gravitazione dei suoi membri dell'Europa orientale sul mercato mondiale.

## Comecon e CEE

I blocchi commerciali europei alla fine degli anni ottanta: in blu gli Stati membri della CEE, in rosso quelli del Comecon e in verde quelli dell'AELS

Tra il Comecon e la Comunità Economica Europea vi erano importanti differenze tra le due organizzazioni: entrambe amministravano l'integrazione economica, ma la loro struttura economica, la potenza e l'influenza differivano. 
- Nata nel 1957 con i trattati di Roma, la Comunità Economica Europea riuniva dodici Paesi dell'Europa occidentale in un'associazione economica attraverso accordi intergovernativi e l'istituzione di un mercato comune, con lo scopo di massimizzare i profitti e l'efficienza economica su scala nazionale e internazionale.[41] Gli Stati membri avevano un livello di industrializzazione molto similare e la CEE era un corpo sovranazionale che poteva adottare decisioni (come ad esempio rimuovere le tariffe) e rinforzarle.[41] L'attività dei membri era basata sull'iniziativa e l'impresa ed era fortemente influenzata dalle forze che governavano il mercato.[41]

- Nato nel 1949, il Consiglio di mutua assistenza economica riuniva dodici Stati socialisti presenti in tre continenti (Europa, Asia, America) e con livelli di industrializzazione e ricchezza notevolmente differenti. Obiettivi principali del Comecon erano la maggior cooperazione in campo economico e tecnico-scientifico, la facilitazione della costruzione del socialismo e la garanzia della pace attraverso l'applicazione dell'internazionalismo proletario e la pianificazione economica.[12]

Nonostante le grandi divergenze ideologiche ed economiche, a partire dagli anni settanta iniziarono delle timide relazioni tra le due organizzazioni: nel 1972, il segretario generale del PCUS Leonid Il'ič Brežnev annunciò più volte l'intenzione di avvicinarsi alla CEE se quest'ultima avesse riconosciuto gli interessi dei Paesi socialisti, e nello stesso anno i Paesi del Comecon si accordarono per un futuro riconoscimento della Comunità Economica Europea. Successivamente, il Consiglio istituì delle missioni permanenti nella CEE nel 1976, intensificò il dialogo e dal 1986 iniziarono le relazioni ufficiali.